# SN 1993J
SN 1993J — двойная звезда, один компонент которой вспыхнул сверхновой 28 марта 1993 года. Система находится в спиральной галактике M81. В то время она была второй по яркости сверхновой, наблюдаемой в двадцатом веке. Первой сверхновой была SN 1987A, которая взорвалась в соседней галактике Большое Магелланово Облако (LMC) в 1987 году. Звезда SN 1993J входит в двойную систему и после взрыва оставила на своей орбите уцелевшую огромную звезду-спутник.

Галактика М81

Астрономы изучают остаток SN 1993J по звезде-компаньону. Учёные давно стремятся обнаружить нейтронную звезду или чёрную дыру, формирование которой возможно наблюдать. Сверхновые звезды являются главными источниками тяжёлых элементов во Вселенной и играют важную роль в эволюции галактик.
Изначально показавшаяся вполне ординарной сверхновая SN 1993J немало озадачила учёных, когда выяснилось, что её выброс слишком богат гелием, и вместо того чтобы постепенно гаснуть, продукты взрыва стали странным образом наращивать яркость. Астрономы догадались, что обычная красная звезда-сверхгигант не могла превратиться в столь необычную сверхновую. Тогда и возникло предположение о том, что вспыхнувший сверхгигант составлял пару с ещё одной звездой, гравитация которой и раскромсала внешнюю оболочку умиравшей соседки незадолго до взрыва.
На архивных снимках галактики M81 до взрыва сверхновой была замечена звезда красный сверхгигант, которая впоследствии и взорвалась как SN 1993J. В течение 250 лет до взрыва SN 1993J около 10 солнечных масс газа было сорвано с поверхности красного сверхгиганта его компаньоном, который в будущем также должен стать сверхновой с образованием нейтронной звезды или чёрной дыры.
В 2004 году был обнаружен второй компонент звезды с помощью телескопа Hubble.
Для SN 1993J удалось получить очень точно расстояние между этой звездой и Солнцем по линейным (то есть в км/с) скоростям разлёта, по оптическим наблюдениям и по угловым скоростям разлёта по радиоданным. В итоге оно оказалось равным 3,96±0,29 мегапарсек.